# Пескичи
Пескичи (итал. Peschici) — коммуна в Италии, располагается в регионе Апулия, в провинции Фоджа.
Население составляет 4314 человека (2008 г.), плотность населения составляет 88 чел./км². Занимает площадь 49 км². Почтовый индекс — 71010. Телефонный код — 0884.
Покровителем коммуны почитается святой пророк Илия, празднование 20 июля.

## Демография
Динамика населения:

## Администрация коммуны
- Официальный сайт: http://www.comune.peschici.fg.it/ Архивная копия от 3 февраля 2009 на Wayback Machine